# Goya a su médico Arrieta
Goya a su médico Arrieta es un cuadro de Francisco de Goya pintado en 1820 que refleja la grave enfermedad —quizá el tifus— que padeció desde noviembre de 1819 en la que fue atendido por el médico Eugenio García Arrieta.
Goya aparece autorretratado enfermo y agonizante, sostenido por detrás por el doctor Arrieta que le da a beber alguna medicina. En un fondo oscuro aparecen al fondo a la izquierda unos rostros de mujer que la crítica ha identificado con la representación de Las Parcas.
En una cartela en la parte baja del cuadro figura un epígrafe, presumiblemente autógrafo, que reza:

Goya agradecido, á su amigo Arrieta: por el acierto y esmero con q.e le salvó la vida en su aguda y- / peligrosa enfermedad, padecida á fines del año 1819, a los setenta y tres de su edad. Lo pintó en 1820.

## Análisis
Gran parte de la crítica interpreta este cuadro como un exvoto a su médico, el doctor Eugenio García Arrieta, en agradecimiento a la curación de la delicada enfermedad que padeció un Goya de setenta y tres años, con la que el pintor consideró —si aceptamos que la inscripción es autógrafa— que le había salvado la vida.
El cuadro podría concebirse como una Piedad laica: en el lugar habitual de Jesús estaría un Goya moribundo, y el médico funcionaría como ángel protector. Al fondo aparecen unas mujeres que han sido interpretadas, además de como la compañía femenina con que vivía Goya (que convivía con Leocadia Weiss), con las deidades del destino o Las Parcas, de las que pende, como de un hilo, la vida del protagonista.
Las facciones están tratadas con gran maestría. Goya se autorretrata con la boca ligeramente abierta, la mirada extraviada, en actitud casi de moribundo, falto de fuerza y de total consciencia. Con las manos se aferra febril a las ropas que lo cubren. El hábil manejo del color y la iluminación establece un contraste entre las carnaciones respectivas de Goya y su médico. El primero aparece con un aspecto pálido, debilitado; mientras que el doctor presenta un rostro saludable. También la bata del artista tiene un color blanco brillante, al igual que la sábana, lo que destaca el dramatismo de la escena y acerca el uso de la luz al magisterio de Rembrandt.
La pincelada de las telas blancas es decidida, pero precisa. En cuanto a la composición, las figuras aparecen cercanas al espectador, que parece asistir a la escena en la propia habitación en que sucede, enmarcadas como están en un plano medio. Sobre el fondo oscuro se recortan las mujeres o Parcas, rostros extraños que reflejan el inquietante mundo de las sombras que acechó en este trance al aragonés. Muchas de sus características participan del mundo de las Pinturas negras que Goya pintaba sobre las paredes de su casa (la Quinta del Sordo) por estos años.
El cuadro refleja una temática muy característica del siglo XIX y la burguesía, de admiración por la ciencia. No hay en este caso una intervención cristiana o un milagro de la religión, sino una actuación cabal de la sabiduría y la medicina encarnada por el doctor Arrieta, retratado con humanidad pero no exento de firmeza en su oficio. Con ello el cuadro se aleja de las convenciones pictóricas de la pintura religiosa y académica del siglo XVIII, y de las sátiras contra médicos habituales del Antiguo Régimen (tema que el mismo Goya trató abundantemente en sus estampas), inaugurando un arte moderno.